# Arman Jeremjan
Arman Jeremjan (armenisch Արման Երեմյան; * 29. Januar 1986 in Jerewan) ist ein armenischer Taekwondoin. Er startet in der Gewichtsklasse bis 80 Kilogramm.
Jeremjan feierte seine ersten Erfolge im Juniorenbereich bei der Europameisterschaft 2001 in Pamplona, wo er in der Klasse bis 59 Kilogramm die Silbermedaille gewann. Zwei Jahre später bestritt er in Garmisch-Partenkirchen seine erste Weltmeisterschaft im Erwachsenenbereich, schied jedoch in seinem Auftaktkampf aus. Seinen sportlich bislang größten Erfolg errang Jeremjane im Jahr 2008. Zwar verpasste er die Qualifikation für die Olympischen Spiele in Peking, wurde aber bei der Europameisterschaft in Rom in der Gewichtsklasse bis 78 Kilogramm mit einem Finalsieg über Nicolás García Europameister. Bei der Weltmeisterschaft 2009 zog er ins Achtelfinale ein und erreichte damit sein bislang bestes WM-Ergebnis.
Jeremjan gewann im Januar 2012 das europäische Olympiaqualifikationsturnier in Kasan und sicherte sich einen Startplatz für die Olympischen Spiele 2012 in London. Dort unterlag er im Kampf um die Bronzemedaille dem Briten Lutalo Muhammad mit 3:9 Punkten. Für Armenien war er bei den Olympischen Spielen 2012 Fahnenträger.